# Liga ACT 2009
La temporada 2009 de la Liga ACT (conocida como Liga San Miguel por motivos de patrocinio) es la séptima edición de la competición de traineras organizada por la Asociación de Clubes de Traineras. Compitieron 12 equipos encuadrados en un único grupo. La temporada regular comenzó el 4 de julio en Bilbao (Vizcaya) y terminó el 30 de agosto en Orio (Guipúzcoa). Posteriormente, se disputaron los play-off para el descenso a la Liga ARC o a la Liga LGT.

## Sistema de competición
La competición consta de tres tipos de regatas:
- Regatas puntuables: computan para la clasificación de la liga y todos los clubes deben participar en ellas.
- Regatas no puntuables: no computan para la clasificación de la liga y los clubes pueden no participar en ellas mediando causa justificada. En la temporada 2009, no hubo regatas de este tipo.
- Regatas de play-off: se disputan 2 regatas en la que participan el clasificado en undécimo lugar antes de las dos últimas regatas y dos representantes de la Liga ARC y otros dos de la LGT. El clasificado en último lugar desciende directamente.

En esta edición se disputaron 18 banderas durante la temporada regular y dos regatas de play-off. Todos los integrantes de la Liga ACT disputan las regatas puntuables excepto las dos últimas ya que éstas coinciden con el desarrollo de los play-off. En estas dos últimas regatas no participan los siguientes clasificados después de la decimosexta bandera: los clasificados en los puestos noveno y décimo; el penúltimo clasificado ya que rema en la tanda de los play-off y el último, que desciende directamente a las ligas ARC o LGT. Por tanto, estas dos últimas banderas solo las disputan los ocho primeros clasificados tras la disputa de las 16 primeras regatas.

## Calendario

### Temporada regular
Las siguientes regatas tuvieron lugar en 2009.
| Orden | Regata                                                         | Fecha            | Hora  | Localidad            | Provincia  |
| ----- | -------------------------------------------------------------- | ---------------- | ----- | -------------------- | ---------- |
| 1     | XI Bandera Telefónica - Gran Premio Villa de Bilbao            | 4 de julio       | 18:00 | Bilbao               | Vizcaya    |
| 2     | Bandera Centenario de La Naval                                 | 5 de julio       | 12:00 | Portugalete          | Vizcaya    |
| 3     | XII Bandera Telefónica - Gran Premio Concejo de El Grove       | 11 de julio      | 18:00 | El Grove             | Pontevedra |
| 4     | I Bandera Ría de Pontevedra                                    | 12 de julio      | 12:00 | Poyo                 | Pontevedra |
| 5     | XXVII Bandera Concejo de Moaña - Gran Premio Ría de Vigo       | 18 de julio      | 12:00 | Moaña                | Pontevedra |
| 6     | XXVII Bandera Concejo de Moaña - Gran Premio Fandicosta        | 19 de julio      | 12:00 | Moaña                | Pontevedra |
| 7     | VX Bandera Marina de Cudeyo - Gran Premio Dynasol              | 25 de julio      | 19:00 | Pedreña              | Cantabria  |
| 8     | XXI Bandera de Plencia - Gran Premio Naturgas                  | 26 de julio      | 12:00 | Plencia              | Vizcaya    |
| 9     | XXIV Bandera de Zumaya                                         | 1 de agosto      | 19:00 | Zumaya               | Guipúzcoa  |
| 10    | XXXI Bandera de Guecho - VI Homenaje a Lehendakari J.A. Agirre | 2 de agosto      | 12:00 | Guecho               | Vizcaya    |
| 11    | XXXII Bandera de Zarauz (jornada 1)                            | 15 de agosto     | 18:00 | Zarauz               | Guipúzcoa  |
| 12    | XXXII Bandera de Zarauz (jornada 2)                            | 16 de agosto     | 12:00 | Zarauz               | Guipúzcoa  |
| 13    | XXII Bandera de Fuenterrabía - Gran Premio Mapfre              | 22 de agosto     | 17:00 | Fuenterrabía         | Guipúzcoa  |
| 14    | XV Bandera de la Cofradía de Pescadores de San Pedro           | 23 de agosto     | 12:00 | Pasajes de San Pedro | Guipúzcoa  |
| 15    | XII Bandera Flaviobriga                                        | 29 de agosto     | 16:30 | Castro-Urdiales      | Cantabria  |
| 16    | XIX Bandera de Orio - XII Bandera Inmobiliaria Orio            | 30 de agosto     | 12:00 | Orio                 | Guipúzcoa  |
| 17    | XXVII Bandera Villa de Bermeo                                  | 19 de septiembre | 16:30 | Bermeo               | Vizcaya    |
| 18    | XXXIX Bandera El Corte Inglés                                  | 20 de septiembre | 12:00 | Portugalete          | Vizcaya    |

### Play-off de ascenso a Liga ACT
| Orden | Regata      | Fecha            | Hora  | Provincia |
| ----- | ----------- | ---------------- | ----- | --------- |
| 1     | Bermeo      | 19 de septiembre | 16:30 | Vizcaya   |
| 2     | Portugalete | 20 de septiembre | 12:00 | Vizcaya   |

## Traineras participantes
| Equipo                    | Nombre de la Trainera | Localidad                  | Provincia  |
| ------------------------- | --------------------- | -------------------------- | ---------- |
| Tirán Pereira             | Ruly                  | Tirán (Moaña)              | Pontevedra |
| Samertolameu              | Meira Mar             | Meira (Moaña)              | Pontevedra |
| Pedreña                   | Marina de Cudeyo      | Pedreña (Marina de Cudeyo) | Cantabria  |
| Castro-Naturhouse         | La Marinera           | Castro-Urdiales            | Cantabria  |
| Kaiku-Ambilamp            | Bizkaitarra           | Sestao                     | Vizcaya    |
| Arkote                    | Plentzitarra          | Plencia                    | Vizcaya    |
| Urdaibai-Umpro Avia       | Bou Bizkaia           | Bermeo                     | Vizcaya    |
| Zumaia-Altuna y Uria      | Telmo Deun            | Zumaya                     | Guipúzcoa  |
| Zarautz-Inmobiliaria Orio | Mirotza               | Zarauz                     | Guipúzcoa  |
| Orio-Grupo Eibar          | Txiki                 | Orio                       | Guipúzcoa  |
| San Pedro-Ecolmare        | Libia                 | Pasajes                    | Guipúzcoa  |
| Hondarribia               | Ama Guadalupekoa      | Fuenterrabía               | Guipúzcoa  |

 Los clubes participantes están ordenados geográficamente, de oeste a este 

### Equipos por provincia
| Provincia  | N. | Equipos                                                                                            |
| ---------- | -- | -------------------------------------------------------------------------------------------------- |
| Guipúzcoa  | 5  | Hondarribia, Orio-Grupo Eibar, San Pedro-Ecolmare, Zarautz-Inmobiliaria Orio, Zumaia-Altuna y Uria |
| Vizcaya    | 3  | Arkote, Kaiku-Ambilamp, Urdaibai-Umpro Avia                                                        |
| Cantabria  | 2  | Castro-Naturhouse, Pedreña                                                                         |
| Pontevedra | 2  | Samertolameu, Tirán Pereira                                                                        |

### Ascensos y descensos
| Pos. | Ascendidos de ligas ARC 2008 y LGT 2008 |
| ---- | --------------------------------------- |
| 1.º  | Kaiku-Ambilamp                          |
| 3.º  | Samertolameu                            |

| Pos. | Descendido a ligas ARC 2009 y LGT 2009 |
| ---- | -------------------------------------- |
| 9.º  | Cabo de Cruz                           |
| 12.º | Laredo                                 |

     Ascenso después de play-off.

     Descenso directo ordinario.

     Descenso después de play-off.

     Descenso administrativo o desaparición.

## Clasificación

### Temporada regular
A continuación se recoge la clasificación en cada una de las regatas disputadas.
Los puntos se reparten entre los doce participantes en cada regata.
| Posición | 1.º | 2.º | 3.º | 4.º | 5.º | 6.º | 7.º | 8.º | 9.º | 10.º | 11.º | 12.º |
| Puntos   | 12  | 11  | 10  | 9   | 8   | 7   | 6   | 5   | 4   | 3    | 2    | 1    |

| Pos. | Club                      | Trainera         | 1 TE1 | 2 NAV | 3 TE2 | 4 PON | 5 MO1 | 6 MO2 | 7 CUD | 8 PLE | 9 ZUM | 10 GUE | 11 ZA1 | 12 ZA2 | 13 FUE | 14 COF | 15 FLA | 16 ORI | 17 BER | 18 ING | Puntos |
| ---- | ------------------------- | ---------------- | ----- | ----- | ----- | ----- | ----- | ----- | ----- | ----- | ----- | ------ | ------ | ------ | ------ | ------ | ------ | ------ | ------ | ------ | ------ |
| 1    | Castro-Naturhouse         | La Marinera      | 1     | 2     | 1     | 1     | 1     | 3     | 1     | 1     | C     | 1      | 1      | 1      | 2      | 1      | 7      | 1      | 1      | 1      | 194    |
| 2    | San Pedro-Ecolmare        | Libia            | 2     | 1     | 2     | 6     | 7     | 1     | 2     | 2     | C     | 2      | 4      | 6      | 6      | 2      | 6      | 5      | 4      | 6      | 157    |
| 3    | Hondarribia               | Ama Guadalupekoa | 3     | 3     | 5     | 3     | 2     | 7     | 4     | 4     | C     | 5      | 6      | 4      | 3      | 5      | 5      | 2      | 3      | 2      | 155    |
| 4    | Orio-Grupo Eibar          | Mirotza          | 5     | 7     | 4     | 8     | 3     | 5     | 3     | 3     | C     | 4      | 2      | 3      | 1      | 3      | 9      | 3      | 2      | 4      | 152    |
| 5    | Pedreña                   | Marina de Cudeyo | 4     | 9     | 7     | 2     | 5     | 2     | 6     | 7     | C     | 3      | 3      | 2      | 9      | 4      | 1      | 4      | 5      | 3      | 145    |
| 6    | Urdaibai-Umpro Avia       | Bou Bizkaia      | 7     | 4     | 3     | 4     | 6     | 6     | 5     | 6     | C     | 7      | 5      | 8      | 4      | 6      | 4      | 11     | 6      | 8      | 121    |
| 7    | Kaiku-Ambilamp            | Bizkaitarra      | 10    | 6     | 6     | 5     | 8     | 9     | 7     | 10    | C     | 6      | 7      | 5      | 5      | 10     | 2      | 6      | 7      | 5      | 107    |
| 8    | Zarautz-Inmobiliaria Orio | Enbata           | 6     | 8     | 8     | 9     | 4     | 4     | 9     | 5     | C     | 8      | 8      | 7      | 8      | 8      | 11     | 9      | 8      | 7      | 94     |
| 9    | Tirán Pereira             | Pereira          | 9     | 10    | 10    | 7     | 9     | 10    | 11    | 9     | C     | 9      | 9      | 9      | 7      | 7      | 3      | 7      | DNP    | DNP    | 69     |
| 10   | Zumaia-Altuna y Uria      | Telmo Deun       | 8     | 5     | 11    | 10    | 10    | 8     | 8     | 8     | C     | 10     | 10     | 11     | 10     | 11     | 8      | 8      | DNP    | DNP    | 59     |
| 11   | Samertolameu              | Meira Mar        | 11    | 11    | 9     | 11    | 11    | 11    | 10    | 11    | C     | 11     | 11     | 10     | 11     | 9      | 10     | 12     | DNP    | DNP    | 36     |
| 12   | Arkote                    | Plentzitarra     | 12    | 12    | 12    | 12    | 12    | 12    | 12    | 12    | C     | 12     | 12     | 12     | 12     | 12     | 12     | 10     | DNP    | DNP    | 17     |

| Color     | Resultado                        |
| --------- | -------------------------------- |
| Oro       | Ganador                          |
| Plata     | Segundo                          |
| Bronce    | Tercero                          |
| Verde     | Puntuó                           |
| Blanco    | C - Regata cancelada             |
| Sin color | DNP - Inscrito pero no participó |

La Bandera de Zumaya fue suspendida debido a una tormenta de lluvia y fuerte viento.

### Play-off de ascenso a Liga ACT
Los puntos se reparten entre los tres participantes en cada regata.
| Posición | 1.º | 2.º | 3.º |
| Puntos   | 4   | 3   | 2   |